# Kamienica przy ulicy Białoskórniczej 24 we Wrocławiu
Kamienica przy ulicy Białoskórniczej 24 – zabytkowa kamienica znajdująca się przy ulicy Białoskórniczej we Wrocławiu.

## Historia i opis architektoniczny
W 1712 roku istniejąca, dwukondygnacyjna, trzyosiowa, renesansowa kamienica na działce nr 24 została gruntownie przebudowana. Ze starszego okresu zachowano jedynie kamienne fasciowe obramienia znajdujące się w oknach parteru i pięter oraz kolebkowe sklepienia w części piwnicznej i na parterze. Na II piętrze zachowały się dwie kanelowane kolumny międzyokienne z XVI wieku.
W wyniku przebudowy, fasada kamienicy otrzymała nową artykulację architektoniczną w postaci boniowanych lizen umieszczonych na krawędziach budynku i pomiędzy oknami. Poziomy podział wykonano za pomocą gzymsów kordonowych oddzielające poszczególne kondygnacje. Do zachowany obramień okiennych dodano uszakowe tynkowe opaski oraz tynkowe lustra pod parapetami. Elewacja zakończona została dwukondygnacyjnym szczytem, ozdobionym dwoma boniowanymi pilastrami z kompozytowymi głowicami podtrzymującymi architraw z wyrytą datą "1712". Wejście do kamienicy znajdowało się w południowej osi; w skrajnej północnej znajdował się pod oknem, otwór piwniczny. Na samym szczycie umieszczono dwie antytetycznie ustawione woluty otaczające postument na którym, od 1890 roku, znajdowało się popiersie kobiety w hełmie prawdopodobnie będące personifikacją bogini Ateny.

## Po 1945 roku
Kamienica została częściowo zniszczona w 1945 roku. W latach 1961–1963 została wyremontowana. Zlikwidowano wówczas wejście do kamienicy, przenosząc je do sąsiedniej kamienicy nr 25 i zupełnie przekształcono rozkład wnętrz. Kolejny remont elewacji miał miejsce w 2012 roku.     